# InterCity

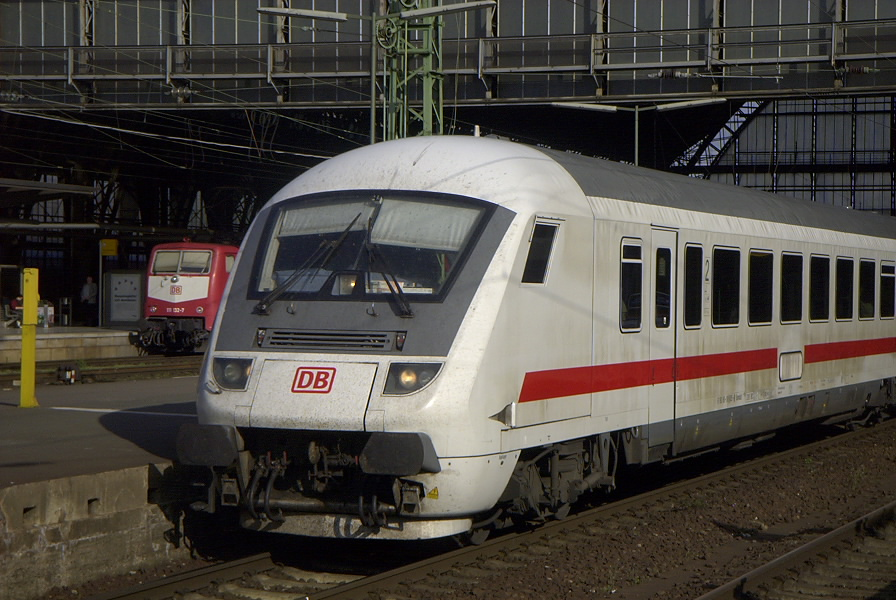
Головной вагон InterCity на вокзале Бремена

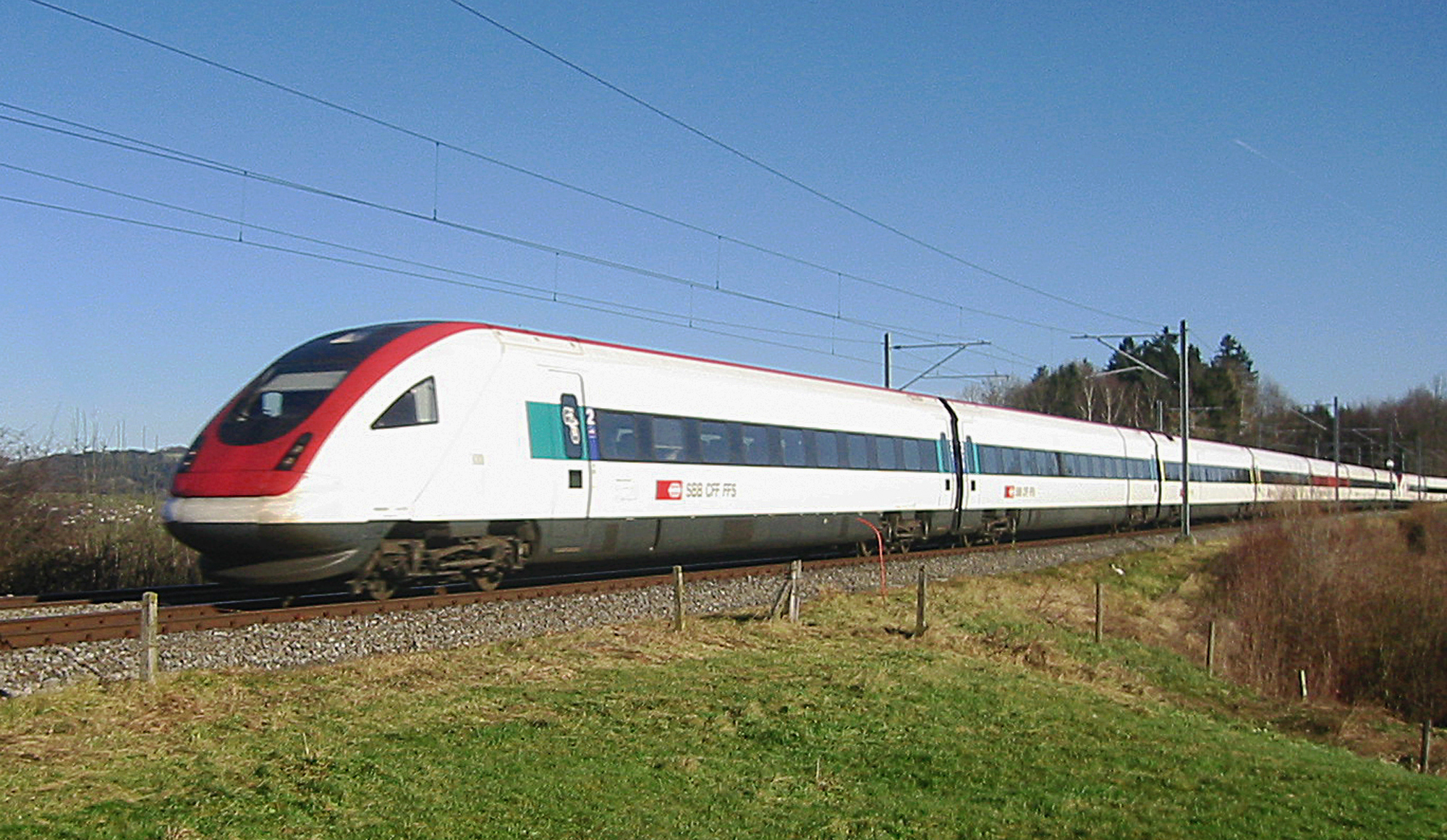
Intercity Neigezug в Швейцарии

InterCity (сокр. IC, разг. междугородний) — тип железнодорожных поездов, распространённый во многих странах Европы и в большинстве случаев заменивший скорые поезда дальнего следования (нем. Fernschnellzug, F). Подобные поезда являются экспрессами: останавливаются только на крупных железнодорожных станциях.

## История
Термин InterCity происходит от одноимённого названия подразделения железной дороги Великобритании, ответственного за междугородние перевозки. После приватизации железных дорог в Великобритании этот термин больше не используется, однако, по-прежнему применяется многими людьми для обозначения поездов дальнего следования.

## InterCity в различных странах

### Германия
Впервые в Германии термин InterCity появился в 1968 году для особо дорогостоящих скорых поездов дальнего следования.
В 1971 году были открыты 4 линии под названием Intercity, по которым каждые 2 часа курсировали поезда с вагонами первого класса.
- Linie 1: Мюнхен — Кёльн — Дортмунд — Гамбург
- Linie 2: Мюнхен — Франкфурт-на-Майне — Кёльн — Дортмунд — Ганновер
- Linie 3: Базель — Мангейм — Франкфурт-на-Майне — Ганновер — Гамбург
- Linie 4: Мюнхен — Нюрнберг — Ганновер — Бремен

Однако, эти поезда со временем стали терять привлекательность среди своих клиентов (в основном — командированных), которые стали всё чаще пользоваться авиацией. После убытков, принесённых подразделением поездов дальнего следования DB Fernverkehr в 1974 году, начался поиск выхода из кризиса.

Летом 1978 года на линии Кёльн — Гамбург были опробованы ежечасно курсирующие IC, состоящие из вагонов первого и второго классов.

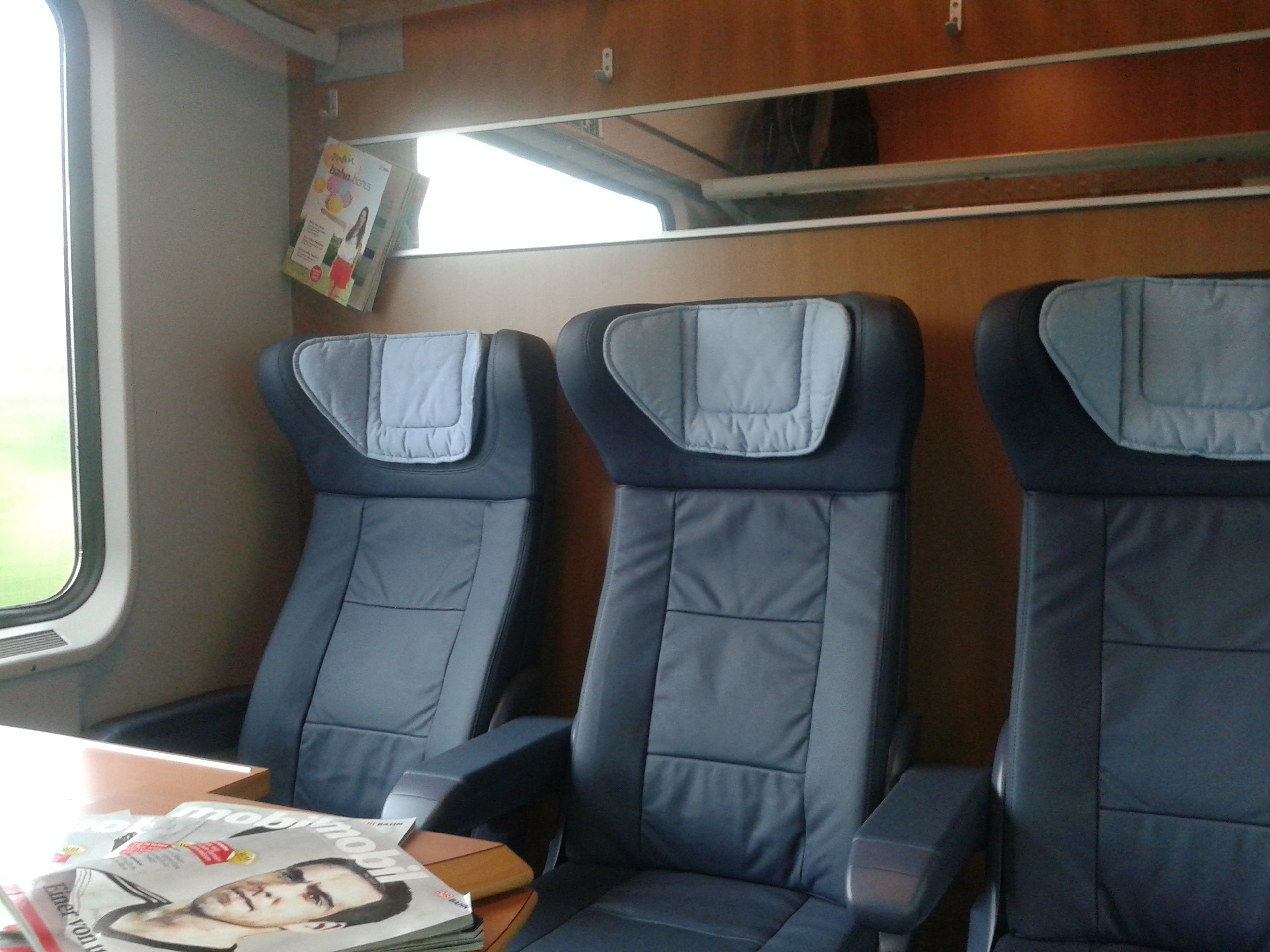
Купе первого класса

Успех этой попытки привёл к тому, что уже в 1979 году в рамках программы IC’97 под слоганом «Jede Stunde, jede Klasse» (с нем. — «любой час, любой класс») вагоны второго класса были добавлены ко всем поездам InterCity, а количество поездов — удвоено. Одновременно на линиях, совпадающих с маршрутами IC, были ликвидированы большинство обычных скорых поездов (D-Zug).
Швейцарская железная дорога, обслуживающая вокзал Базель в качестве условия допуска таких IC потребовала, чтобы вагоны первого класса в них находились на северо-восточном конце поезда. В поездах, сформированные таким образом, при заходе на тупиковый швейцарский вокзал Цюрих вагоны первого класса оказывались ближе к выходу с платформ. Руководство DB согласилось с этим условием, хотя на вокзалах Франкфурта-на-Майне и Мюнхена эти вагоны оказывались дальше от выходов, чем вагоны второго класса.
Благодаря согласованности маршрутов появилась возможность организации простых пересадок в узловых точках сети (Ганновер, Дортмунд, Кёльн, Мангейм, Вюрцбург) — поезда приходили на соседние пути одной платформы, при этом вагоны первого и второго классов одного поезда оказывались напротив вагонов тех же классов другого.
В настоящее время DB использует различные типы вагонов. Классический IC состоит из вагонов обоих классов, имеющих как пассажирские места в открытом салоне, так и купе. Подобные вагоны второго класса появились только в 1981 году.
Типичный IC состоит из нескольких вагонов первого класса (обычно не более трёх, один из них с пассажирскими местами в открытом салоне), семи вагонов второго класса и вагона-ресторана. На Linie 1 в дни пиковых нагрузок применяются поезда, включающие до 4 вагонов первого класса и девяти второго. На Linie 4 часто применяется укороченный вариант из двух вагонов первого класса и 5-6 второго.
С 1996 года IC используются как челночные поезда, что позволяет экономить на замене локомотива на тупиковых вокзалах.
С 2003 года в IC применяется электронная система индикации бронирования мест.
Поезд может иметь как один, так и два локомотива (с обоих концов). Обычно имеется вагон с кабиной, для ускорения оборота поезда на тупиковых вокзалах. Поезда, курсирующие внутри Германии, могут быть составлены из вагонов не принадлежащих DB. Например поезд Гамбург — Дрезден из чешских вагонов.
Стоит отметить, что на многих участках скорость IC совсем не существенно уступает ICE, это связано с наличием ограничения скорости в 160 км/ч на линиях, не переоборудованных под скоростное движение.

### Австрия
В Австрии некоторые поезда также носят название IC, однако оно применяется по отношению к поездам, не требующим дополнительной доплаты к билету, в связи с чем в районах больших городов (особенно Вены) часто используются в роли обычных пассажирских поездов. В 1991 году были введены следующие категории скорых поездов:
- EuroCity (EC) — международный маршрут, редкие остановки
- EuroNight (EN) — международный маршрут, редкие остановки, ночной поезд
- SuperCity (SC) — национальный маршрут, редкие остановки
- InterCity (IC) — национальный маршрут, частые остановки

Использование поездов SuperCity было прекращено в 1996 году.

### Италия
В Италии маршруты поездов InterCity образуют густую сеть, которая связывает более 200 городов на Апеннинском полуострове, а также острове Сицилия. В ходу более 80 дневных (InterСity) и ночных (InterСity Notte) поездов. Основные направления, пересекающие Италию с севера на юг — это Турин — Лечче (только ночные поезда), Милан — Бари, Больцано/Боцен — Бари, Венеция — Бари, Милан — Рим и Триест — Неаполь. На юге страны поезда InterCity следуют по маршрутам Рим — Палермо, Рим — Бари, Рим — Неаполь и Рим-Реджо-ди-Калабрия. На севере поезда InterCity следуют по маршрутам Турин-Генуя, Милан-Генуя, Милан-Ливорно и Венеция-Флоренция.
Подвижной состав включает в себя вагоны первого и второго класса, сидячие открытого типа, или с шестиместными купе для сидения. Ночные поезда имеют вагоны со спальными купе трех типов: с полками в два яруса на четырёх человек, двухместные купе и одноместные купе. Однако в поездах InterСity Notte отсутствует душ. Лишь в вагонах класса Excelsior, имеющихся в ряде ночных поездов, есть отдельный туалет и душ в каждом купе. Кроме того, в вагонах класса Excelsior есть также отдельный бар.
В 2005—2009 гг. существовала категория поездов InterCity Plus, с улучшенным дизайном вагонов и наличием USB-разъемов для персональных компьютеров или мобильных телефонов в каждом купе, однако к 2009 году все вагоны, используемые в поездах Intercity, прошли модернизацию, и поэтому категория InterCity Plus для обозначения типа поездов больше не используется.

### Швейцария

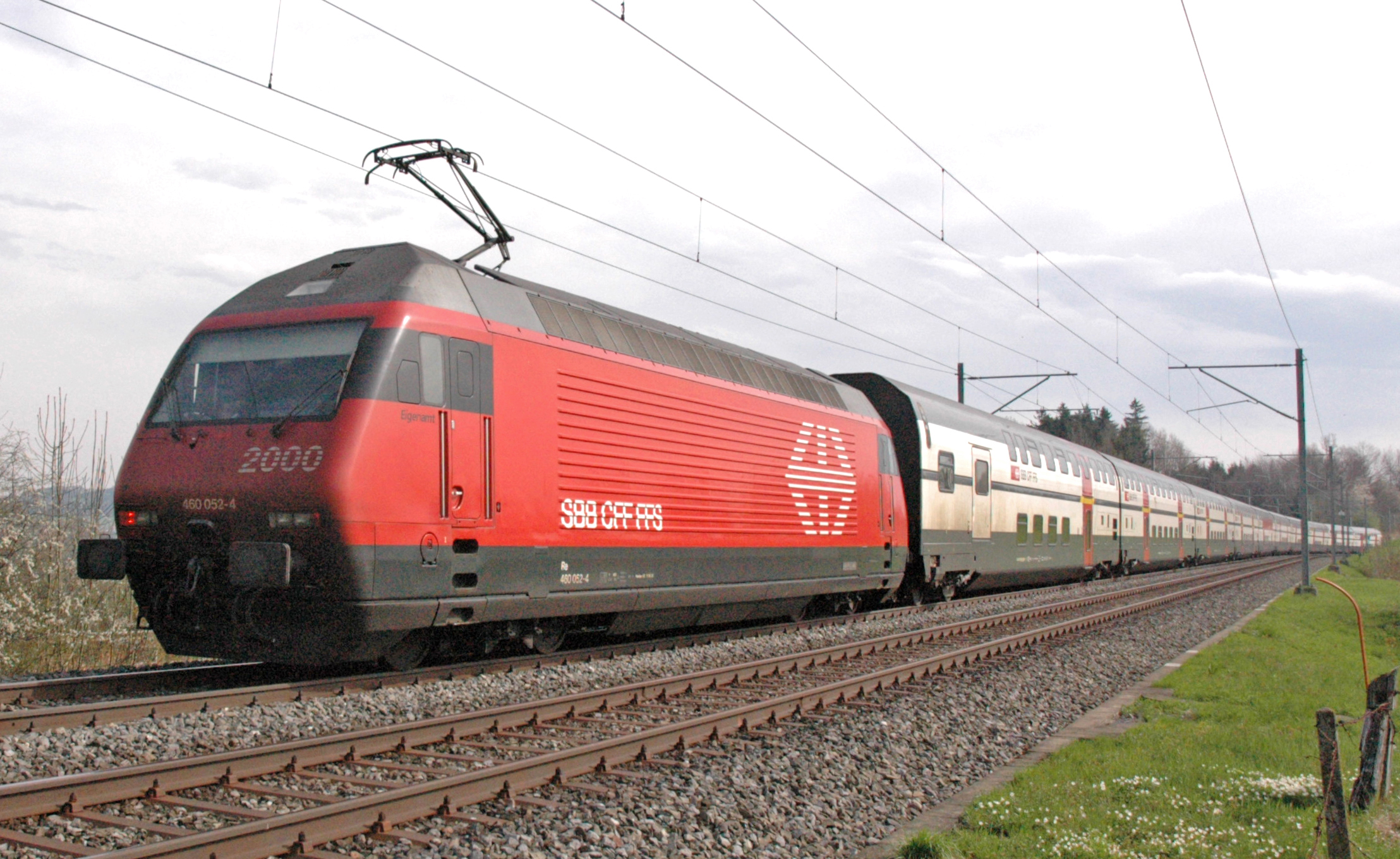
Двухэтажный InterCity в Швейцарии

Впервые InterCity появились в Швейцарии в 1982 году, заменив скорые поезда на линии Женева — Санкт-Галлен.
Так как и в Швейцарии не существует дифференцированной системы оплаты в зависимости от типа поезда, а сами поезда составляются из вагонов схожих типов, разница между InterCity/Intercity-Express и другими поездами для пассажиров не так заметна. Часто IC используют двухэтажные вагоны, а в часы пик переполнены.

### Польша
В Польше также существует сеть IC, эксплуатируемая Польской государственной железной дорогой (PKP). InterCity курсируют маршрутам Свиноуйсце — Щецин — Варшава, Вроцлав — Познань — Варшава, Гливице — Варшава, Гдыня — Гданьск — Краков, Краков — Варшава и Бельско-Бяла — Варшава. Кроме того, PKP Intercity совместно с DB эксплуатируют экспресс Берлин — Варшава.

### Чехия

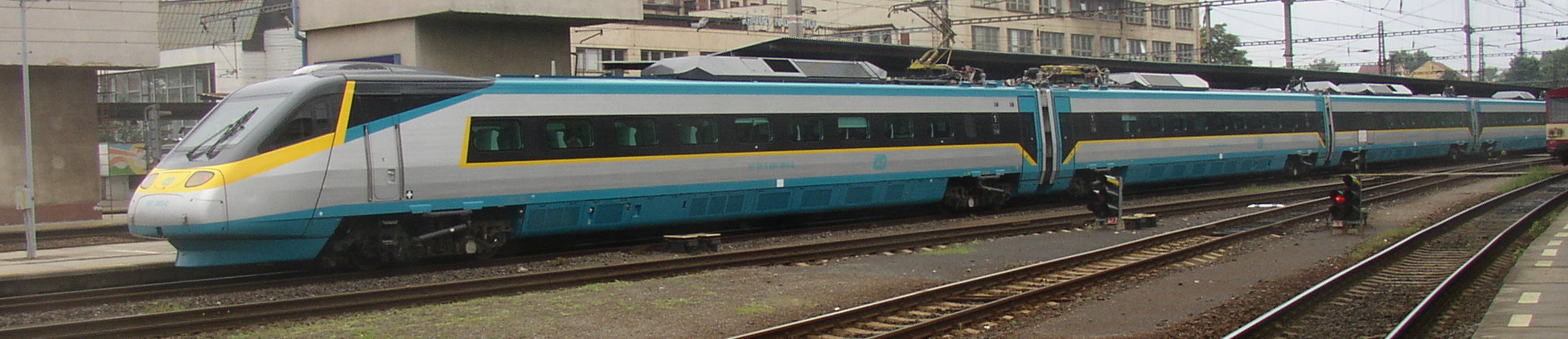
Чешский состав типа «Pendolino» у вокзала в Кралупах-над-Влтавой

Чешская железная дорога (ČD) обслуживает IC, следующие по маршрутам между Прагой, Братиславой, Остравой и Брно. Локомотивы, используемые в Чехии, — итальянского производства, типа «Pendolino».

### Украина

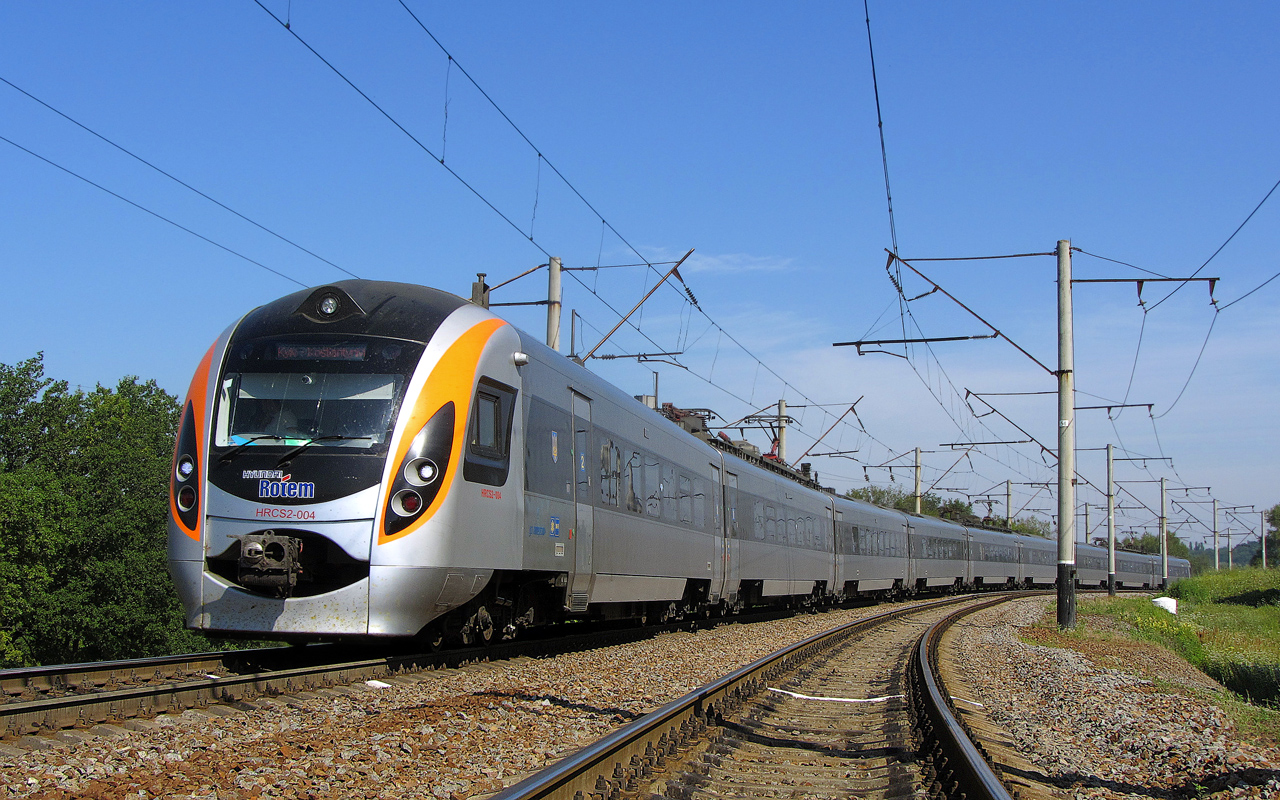
HRCS2 «Интерсити+»

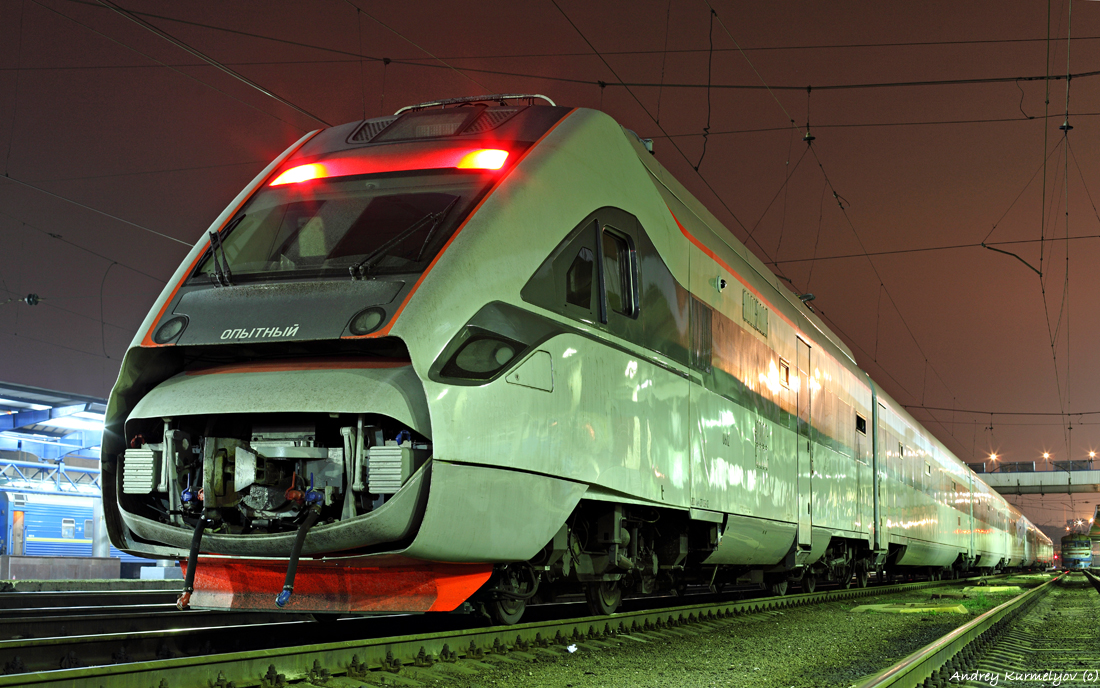
Cкоростной электропоезд ЭКр1 «Тарпан»

В 2012 году в стране было открыто движение скоростных поездов категорий «Интерсити» и «Интерсити+». Осуществляет перевозки государственное предприятие Украинская железнодорожная скоростная компания.

Первый рейс поезда «Интерсити+» был осуществлён из Киева в Харьков 27 мая 2012 года
. По состоянию на 1 декабря 2014 года было перевезено более 4 млн пассажиров. Скоростное сообщение представлено поездами «Интерсити» (EJ 675 производства Škoda Vagonka) и «Интерсити+» (HRCS2 производства Hyundai Rotem и ЭКр1 производства КВСЗ).
Графиком 2017 года предусмотрены скоростные (до 160 км/час) поезда категории «Интерсити+» сообщением:
- Киев — Константиновка;
- Киев — Харьков;
- Киев — Днепр — Запорожье;
- Киев — Днепр — Покровск;
- Киев — Львов;
- Киев — Львов — Пшемысль;
- Киев — Одесса;
- Киев — Кривой Рог;

Также курсируют скоростные поезда категорий «Интерсити» и «Региональный экспресс» по маршрутам:
- Киев — Тернополь;
- Киев — Каменец-Подольский;
- Киев — Могилёв-Подольский;
- Киев — Хмельницкий;
- Киев — Шостка;
- Киев — Сумы;
- Киев — Полтава;
- Киев — Кременчуг;
- Харьков — Сумы;
- Харьков — Днепр;
- Харьков — Сватово;
- Винница — Одесса;
- Харьков — Им. Тараса Шевченко.